# Fischerinsel (Tollensesee)
Die Fischerinsel befindet sich im Südbereich des Tollensesees südlich von Neubrandenburg gegenüber dem Dorf Wustrow, gut 50 Meter vor dem Westufer. Anders als das Dorf Wustrow und das gesamte Westufer des Sees gehört die Fischerinsel ebenso wie die Seefläche selber zum Stadtgebiet von Neubrandenburg.
Es handelt sich um eine 150 Meter lange und 40 Meter breite Insel, die heute mit Bäumen bestanden ist. Ungefähr in der Mitte der Insel liegt am Ostrand ein altes ruinöses Fischerhaus aus dem Jahr 1729. Hier übernachteten bis in die 1970er Jahre Fischer aus der Umgebung, die auf dem Tollensesee und der nahen Lieps ihrer Arbeit nachgingen.
Seit langer Zeit fanden auf dem Eiland Untersuchungen statt, da man unter anderem hier das legendäre slawische Hauptheiligtum des Liutizenbundes Rethra vermutete. Eine 1886 beim Anlegen eines Kanals entdeckte Brücke führte vom Festland bei Wustrow zur Insel heran. Im Jahre 1969 barg man bei einer gemeinsamen Grabung unter der Leitung von Eike Gringmuth-Dallmer (Akademie der Wissenschaften, Berlin) und Adolf Hollnagel (Museum für Ur- und Frühgeschichte, Schwerin) zwei hölzerne Figuren aus dem 12. bis 13. Jahrhundert. Eine der Statuen war zweiköpfig und stellte eine männliche slawische Gottheit dar. Des Weiteren fand man viele Holzreste einer auch urkundlich erwähnten Burg (castrum Wustrow), die bis ins 13. Jahrhundert bestanden hat. Weitere Grabungen im Uferbereich der Fischerinsel erbrachten wertvolle, überwiegend slawische Funde wie Schlüssel, Messer, Äxte, Lanzenspitzen, Schläfenringe, Silbermünzen usw.
Volker Schmidt vermutet, dass auf der Insel ein befestigter Marktort bestand. Der Hobbyarchäologe Hartmut Boek entdeckte im Jahr 1977 auf dem nordöstlich der Insel vorgelagerten Ruhrbarg ein rechteckiges Schilfloch von 40 mal 14 Metern, das jedes Jahr verspätet zuwächst. Er schlussfolgerte daraus, dass hier einst ein Gebäude gestanden haben muss. Frühere Bohrungen durch Gustav Oesten um 1905 erbrachten an dieser Stelle Holzkohlestücke und Keramikscherben. Gebäude, die einer Siedlung oder Burg auf einer Insel nach Nordosten vorgelagert waren, deuten bei den Slawen immer auf Kultbauten hin.
Ob es sich hier allerdings um das lang gesuchte Rethra handelt, konnte bis heute weder bewiesen noch widerlegt werden.